# Beyşehir (stad)
Beyşehir is een stad in de provincie Konya, Anatolië, Turkije, en is de hoofdstad van het gelijknamige district Beyşehir. De stad telde in 2012 35.872 inwoners. De stad is gelegen aan de oever van het meer van Beyşehir.

## Bezienswaardigheden
- Eşrefoğlumoskee , een moskee gebouwd tussen 1297 en 1299 in Seltsjoekse stijl met zeven beuken die loodrecht op de mihrab staan.[1]

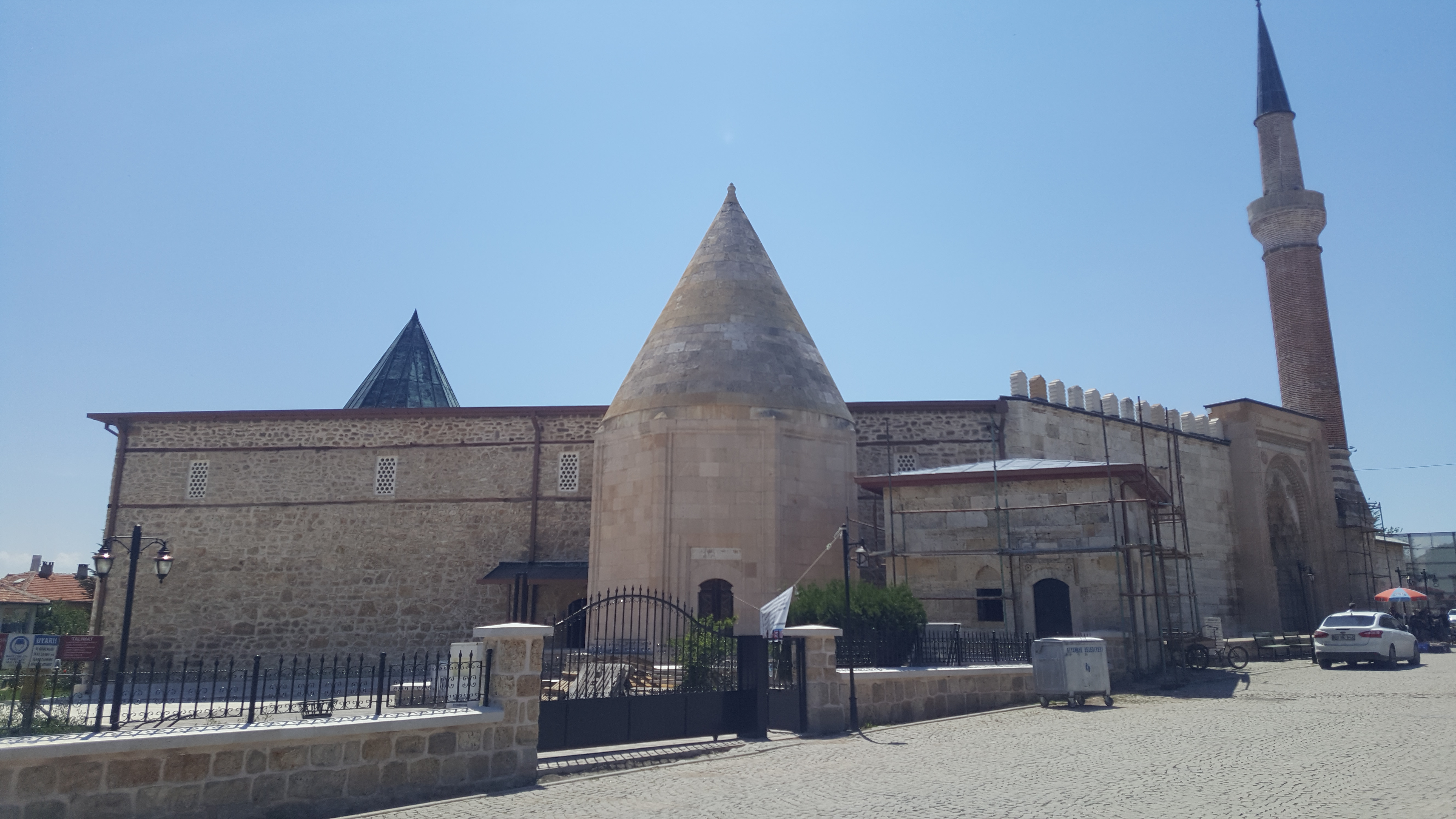
Eşrefoğlumoskee